# Michelmersh
Michelmersh är en by i civil parish Michelmersh and Timsbury, i distriktet Test Valley, i grevskapet Hampshire i England. Byn är belägen 14 km från Winchester. Civil parish hade 1 101 invånare år 1931.